# Euploea upis
Euploea upis är en fjärilsart som beskrevs av Hans Fruhstorfer 1910. Euploea upis ingår i släktet Euploea och familjen praktfjärilar. Inga underarter finns listade i Catalogue of Life.